# Ibino
L'ibino (o ibeno o ibuno) és una llengua que es parla a laNGA d'Uquo-Ibeno, a l'estat d'Akwa Ibom, al sud-est de Nigèria.
És una llengua que forma part de la subfamília lingüística de les llengües del baix Cross, que pertanyen a la família lingüística de les llengües Benué-Congo.
Segons l'ethnologue, el 1989 hi havia 10.000 parlants de la llengua ibino.
El 75% professen dels ibino-parlants professen religions cristianes. El 17% són seguidors d'esglésies evangèliques. El 25% es defineixen com seguidors de religions tradicionals africanes.